# Hviderusland ved sommer-OL 2016
Hviderusland deltog under Sommer-OL 2016 i Rio de Janeiro som blev arrangeret i perioden 5. august til 21. august 2012. 

## Medaljer
| 2016 Rio de Janeiro | Guld | Sølv | Bronze | Total |
| Hviderusland        | 1    | 4    | 4      | 9     |

### Medaljevinderne
| Hviderusland under sommer-OL 2016 i Rio de Janeiro | Hviderusland under sommer-OL 2016 i Rio de Janeiro                                                                                                | Hviderusland under sommer-OL 2016 i Rio de Janeiro | Hviderusland under sommer-OL 2016 i Rio de Janeiro | Hviderusland under sommer-OL 2016 i Rio de Janeiro |
| Medalje                                            | Navn (Hviderussiske navn) | Sport                                              | Event                                              | Dato                                               |
| -------------------------------------------------- | --- | -------------------------------------------------- | -------------------------------------------------- | -------------------------------------------------- |
| Guld                                               | Uladzislaw Hantjarow (Уладзіслаў Ганчароў) | Gymnastik                                          | Trampolin, herrer                                  | 13. august                                         |
| Sølv                                               | Darja Navumava (Дар'я Навумава) | Vægtløftning                                       | 75 kg, damer                                       | 12. august                                         |
| Sølv                                               | Vadzim Straltsow (Вадзім Стральцоў) | Vægtløftning                                       | 94 kg                                              | 13. august                                         |
| Sølv                                               | Maryja Mamasjuk (Марыя Мамашук) | Brydning                                           | 63 kg, damer                                       | 18. august                                         |
| Sølv                                               | Ivan Tsikhan (Іван Ціхан) | Atletik                                            | Hammerkast, herrer                                 | 19. august                                         |
| Bronze                                             | Aljaksandra Herasimenja (Аляксандра Герасіменя)                                                                                                   | Svømning                                           | 50 m fri                                           | 13. august                                         |
| Bronze                                             | Dsjavid Hamzataw (Джавід Гамзатаў) | Brydning                                           | 85 kg, græsk-romersk stil                          | 15. august                                         |
| Bronze                                             | Ibrahim Saidaw (Ібрагім Саідаў) | Brydning                                           | 125 kg fristil                                     | 20. august                                         |
| Bronze                                             | Marharyta Makhnjova (Маргарыта Махнёва) Nadzeja Ljapesjka (Надзея Ляпешка) Volha Khudzenka (Вольга Худзенка) Maryna Litvintjuk (Марына Літвінчук) | Kano og kajak                                      | K-4 500 m, damer                                   | 20. august                                         |